# 양목면
양목면(洋木綿, 학명: Ceiba pentandra 케이바 펜탄드라[*])은 (아마도 물밤나무과(Bombacaceae)에 속할 것이지만) 아욱목(Malvales) 아욱과(Malvaceae)의 열대수(tropical tree)이다. 혹은 길패(吉貝), 자화(子花), 판야나무, 길패목면(吉貝木棉), 조와목면(爪哇木棉)이라고도 한다. 말레이어로는 카폭(kapok)이라고 하며, 이로 인해 영어로도 카폭/케이폭(kapok) 혹은 자바 카폭/케이폭(Java kapok)이라고 쓴다. 이외에도 실크커튼(silk-cotton)이라고도 한다. 스페인어로는 세이바(ceiba), 프랑스어로는 프로마제(fromager)라고 한다. 사마우마(samauma)라고도 한다. 원산지는 멕시코, 중미와 카리브해, 남아메리카 북부, 서아프리카 지역이다. 서아프리카에는 guineensis라는 변종이 있다. 태평양의 여러 섬에 도입되어 귀화종으로 자리잡았다. 섬유 작물의 일종으로, 목면(cotton) 같은 종자섬유(seed fiber)를 채취하기 위하여 재배된다. 재배는 동남아시아와 남아시아 지역에서 주로 이루어진다.

## 특성

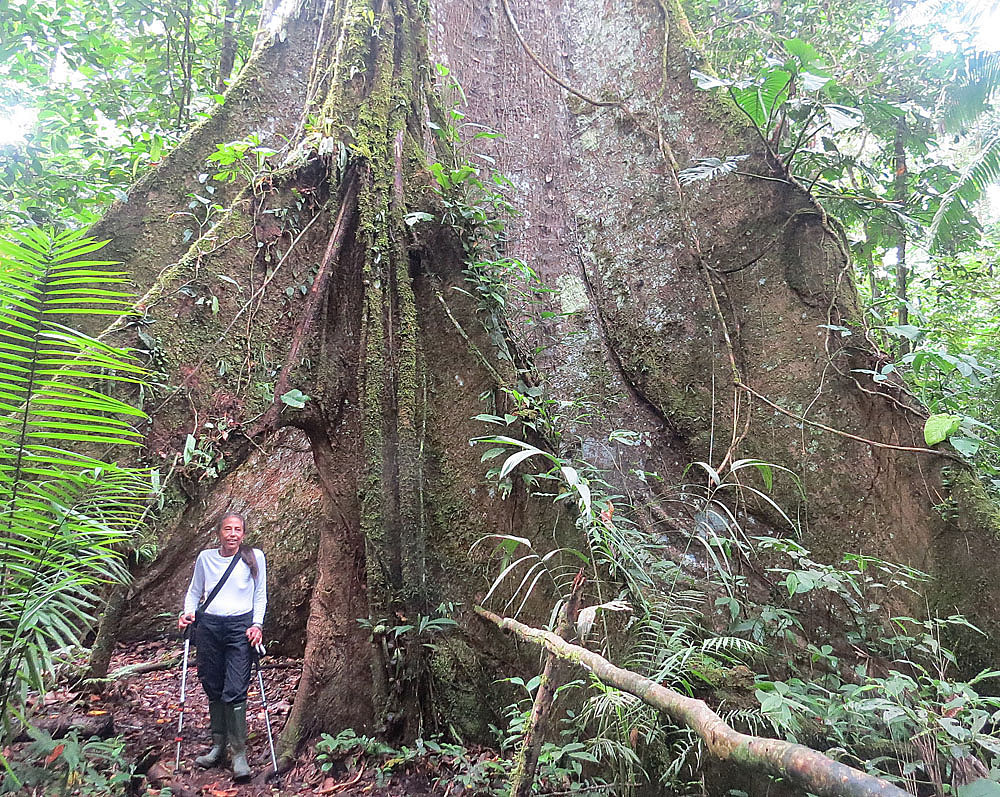
동 에콰도르의 거대 견본

양목면나무는 다 자라면 70미터 정도까지 이르며 직접 나무에 올라 측정하면 양목면나무는 최대 77미터까지 자란다고 보고되었다. 신열대구(Neotropics) 혹은 아프리카 열대 지역에서 큰 나무가 확인된다. 동남아의 양목면나무는 27미터 정도에 불과하다. 판근(板近, buttress root) 위부분에 있는 줄기는 직경이 3미터 정도이지만 가장 큰 것은 5.8미터 이상이 되기도 한다.
사진에 나온 판근은 줄기까지 12~15미터까지 되고 줄기에서부터 20미터까지 뻗어나가며, 땅에서 총길이 50미터에 이른다.
줄기와 큰 가지들 대부분은 크고 단순한 가지들이 돋아나 있다. 주요 가지들은 4-6개 정도 있고, 굵기는 1.8미터 정도이다. 그리고 너비 61미터에 이르는 왕관 형상의 나뭇잎을 형성한다. 손바닥 모양의 잎들은 5-9개의 작은 잎이 있고 각각은 20cm에 해당한다.
양목면나무는 15cm 길이의 깍지 수백 개 달린다. 깍지 안에는 솜털 모양의 노란 섬유로 둘러싸인 씨앗이 있으며, 섬유는 리그닌(lignin)과 셀룰로오스(cellulose)의 혼합이다.
여러 보고에 의하면 양목면나무가 세계에서 가장 큰 나무 중 하나이다.

## 사진

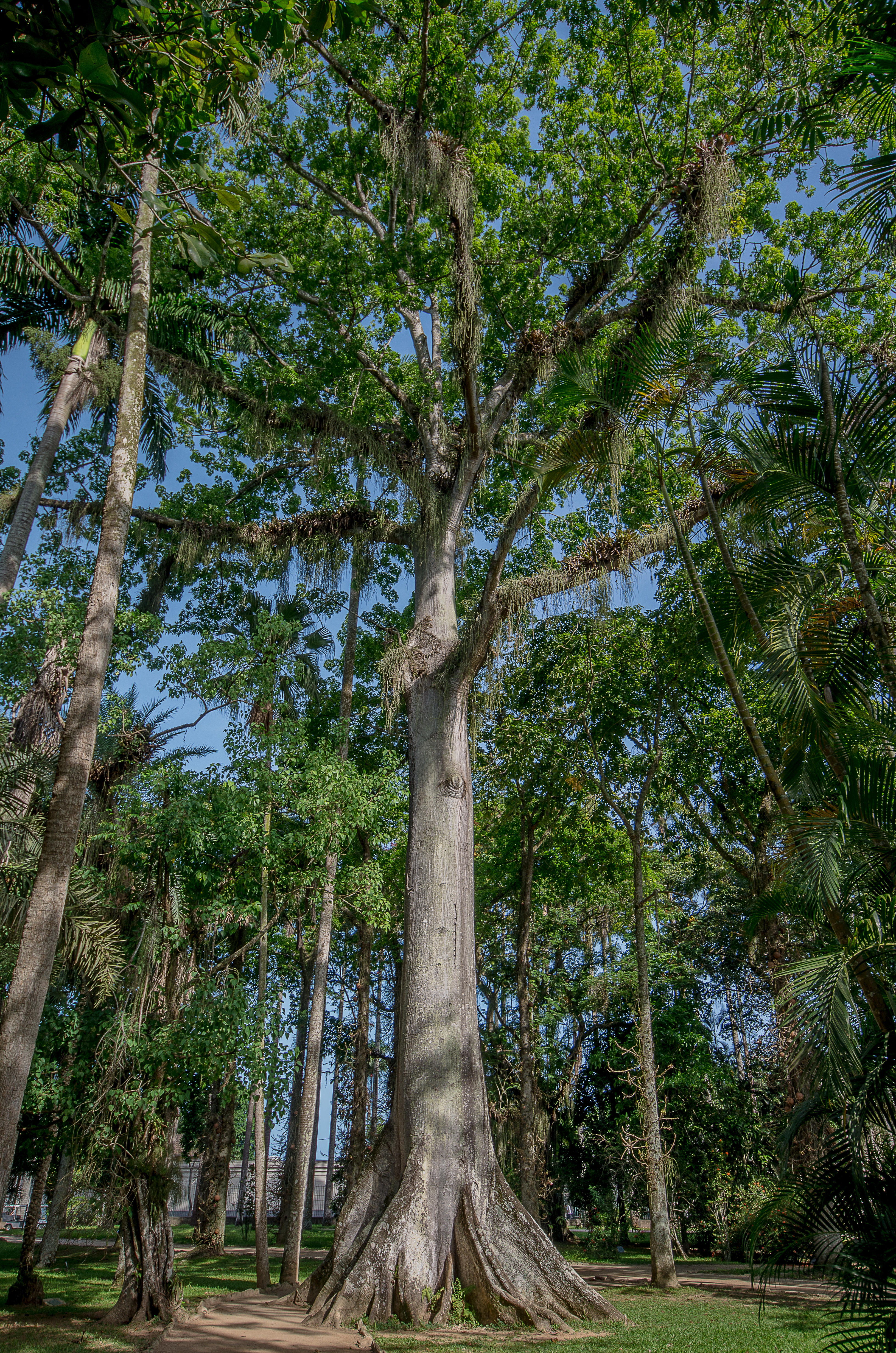
나무
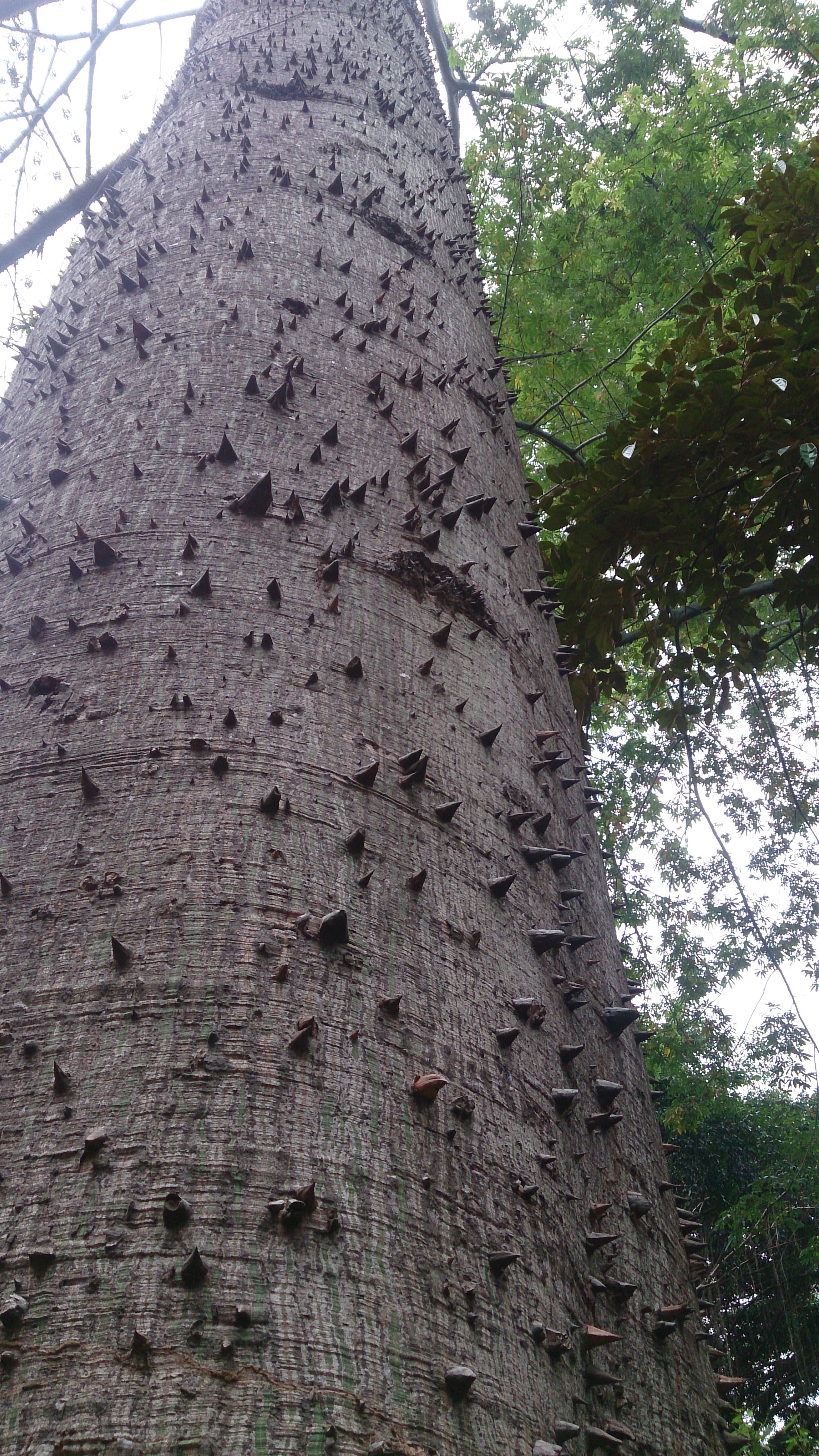
나무줄기와 가시
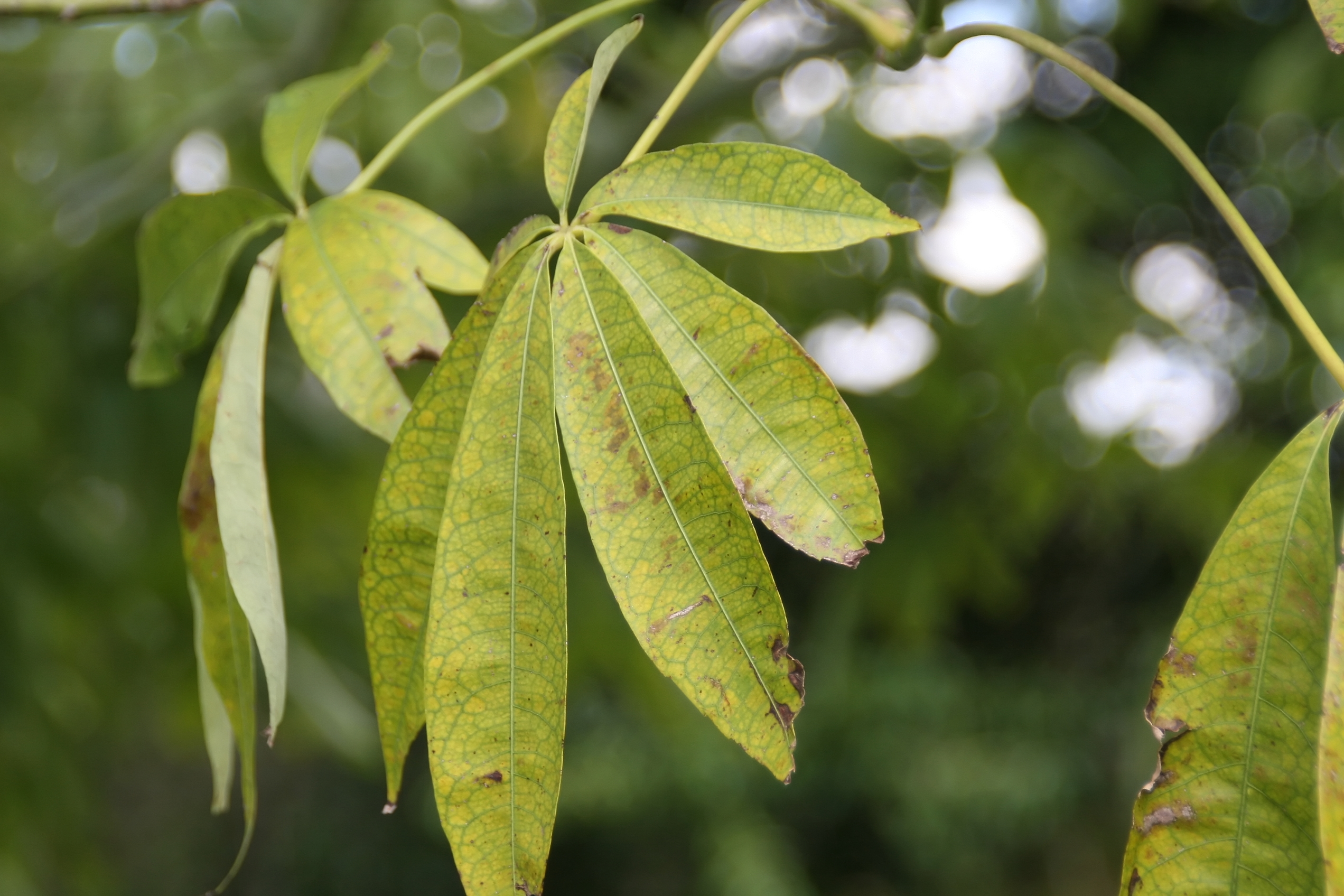
잎
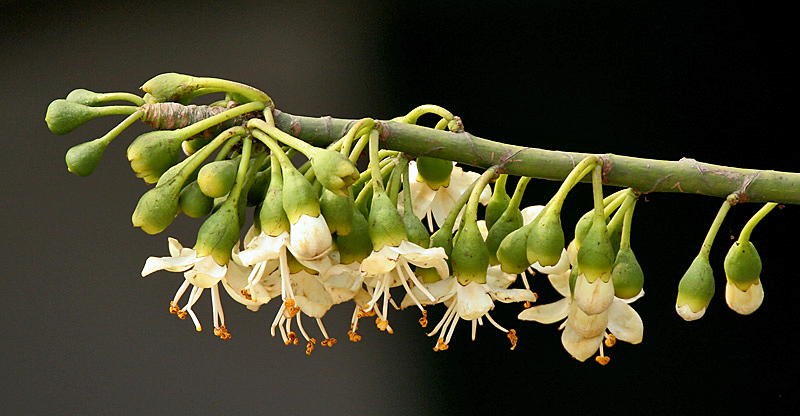
꽃
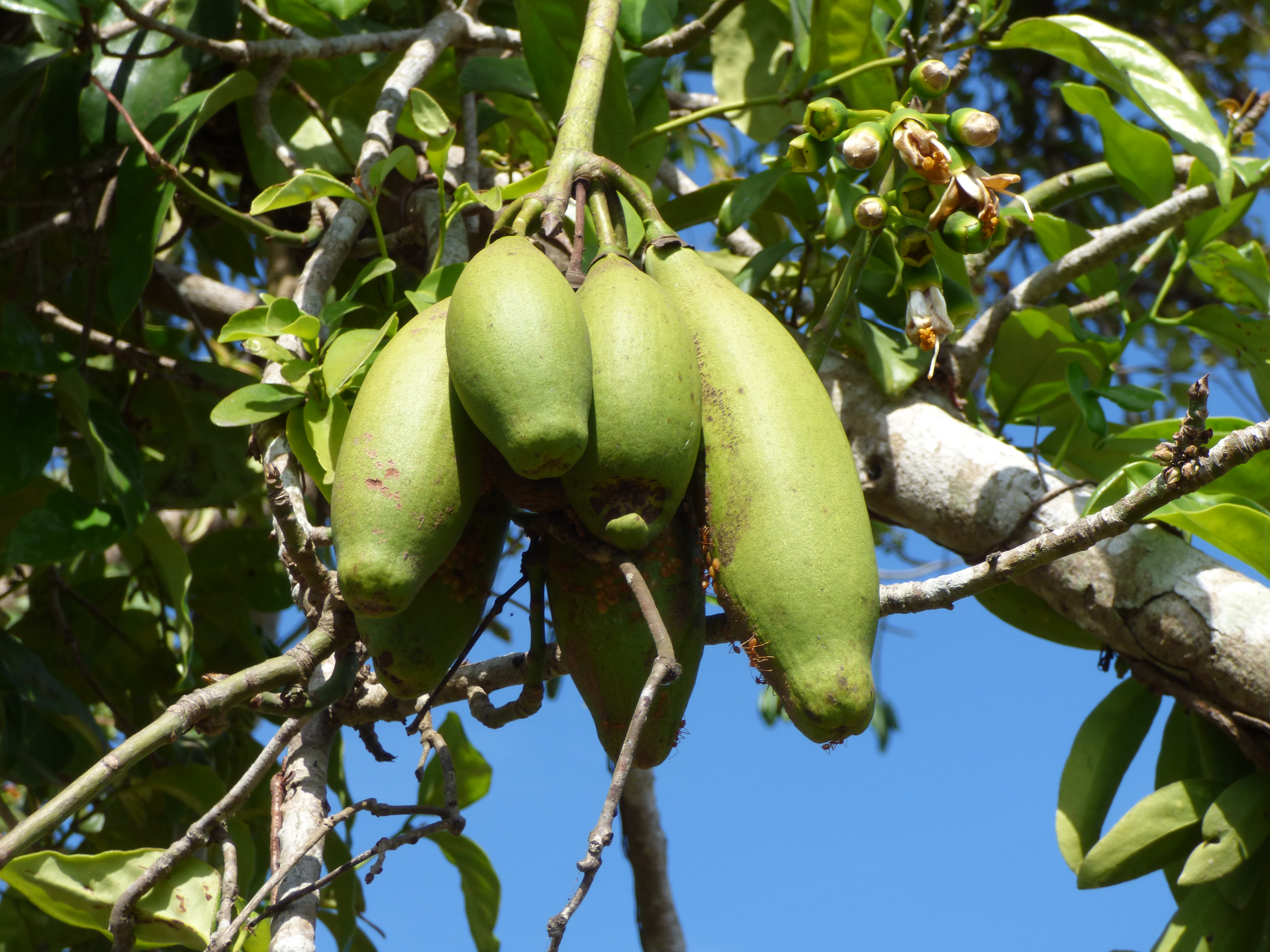
풋열매
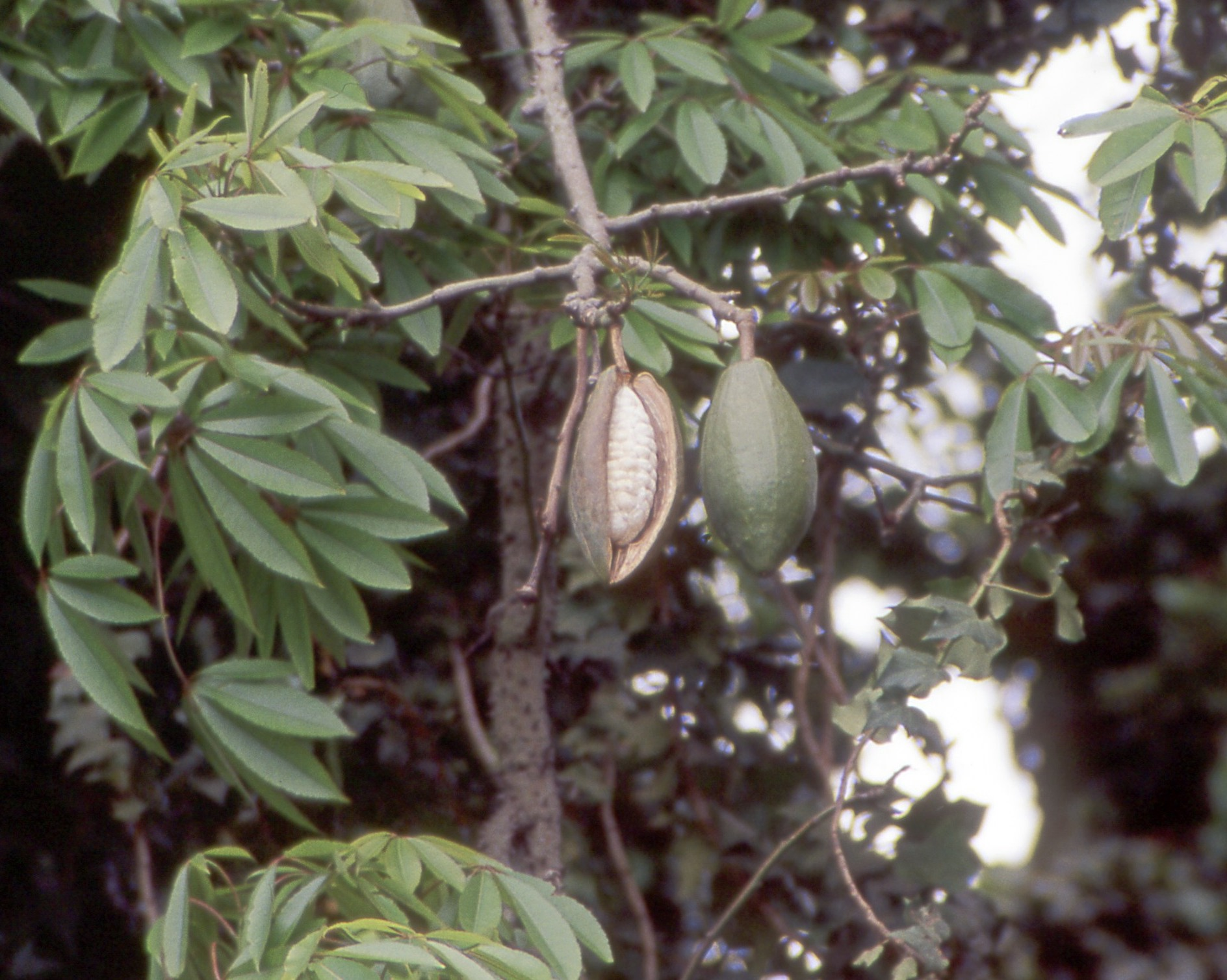
익은 열매

## 같이 보기
- 목면